# 嶺雲寺 (品川区)
嶺雲寺（れいうんじ）は、東京都品川区に曹洞宗の寺院。

## 概要
1604年（慶長9年）、吉田半左衛門重房の開基である。半左衛門は越前国（現・福井県）出身の元武士であったが、商人に転身して、ひと財産を築いて当寺を創建したという。
門を入って左側に開基の吉田半左衛門重房の墓がある。創建の経緯を記した墓碑もあり、これは半左衛門の子孫が1734年（享保19年）に建てたものである。

## 交通アクセス
- 立会川駅より徒歩6分。